# Teatro Drury Lane
O Teatro Royal, também conhecido como Teatro Drury Lane, é o teatro mais antigo da Inglaterra. Fundado em 1663 com o nome Royal, foi aberto em 1667 pelo arquiteto Christopher Wren.